# Ringer-Weltmeisterschaften 2003
Die Ringer-Weltmeisterschaften 2003 fanden nach Stilart getrennt an unterschiedlichen Orten statt. Dabei wurden die Ringer in jeweils sieben Gewichtsklassen unterteilt.

## Griechisch-römisch
Die Wettkämpfe im griechisch-römischen Stil fanden vom 1. bis zum 5. Oktober 2003 in Créteil statt. Neben Konstantin Schneider kamen mit Jannis Zamanduridis als Siebter in der Gewichtsklasse -66 kg und den beiden Zehntplatzierten Jurij Kohl in der Gewichtsklasse -60 kg sowie Mirko Englich in der Gewichtsklasse -96 kg noch drei weitere Deutsche unter die besten Zehn.

### Medaillengewinner
| Klasse  | Gold                | Silber               | Bronze            |
| ------- | ------------------- | -------------------- | ----------------- |
| -55 kg  | Dariusz Jabłoński   | Im Dae-won           | Lázaro Rivas      |
| -60 kg  | Armen Nasarjan      | Roberto Monzón       | Eusebiu Diaconu   |
| -66 kg  | Manuchar Kwirkwelia | Armen Wardanjan      | Levente Füredy    |
| -74 kg  | Alexei Gluschkow    | Konstantin Schneider | Kim Jin-soo       |
| -84 kg  | Gotcha Ziziaschwili | Ara Abrahamian       | Attila Bátky      |
| -96 kg  | Martin Lidberg      | Karam Ibrahim        | Ramas Nosadse     |
| -120 kg | Chassan Barojew     | Mihály Deák Bárdos   | Georgi Tsurtsumia |

### Medaillenspiegel
| Rang | Land        | Gold | Silber | Bronze |
| ---- | ----------- | ---- | ------ | ------ |
| 1    | Russland    | 2    | 0      | 0      |
| 2    | Schweden    | 1    | 1      | 0      |
| 3    | Georgien    | 1    | 0      | 1      |
| 4    | Bulgarien   | 1    | 0      | 0      |
|      | Israel      | 1    | 0      | 0      |
|      | Polen       | 1    | 0      | 0      |
| 7    | Kuba        | 0    | 1      | 1      |
|      | Südkorea    | 0    | 1      | 1      |
|      | Ungarn      | 0    | 1      | 1      |
| 10   | Ägypten     | 0    | 1      | 0      |
|      | Deutschland | 0    | 1      | 0      |
|      | Ukraine     | 0    | 1      | 0      |
| 13   | Kasachstan  | 0    | 0      | 1      |
|      | Rumänien    | 0    | 0      | 1      |
|      | Slowakei    | 0    | 0      | 1      |

## Freistil
Die Wettkämpfe im freien Stil fanden vom 12. bis zum 14. September 2003 in New York City statt. Die beste deutsche Platzierung errang Sven Thiele in der Gewichtsklasse -120 kg als Elfter. Radovan Valach wurde als Neunter in der Gewichtsklasse -96 kg bester Österreicher.

### Medaillengewinner
| Klasse  | Gold                   | Silber           | Bronze               |
| ------- | ---------------------- | ---------------- | -------------------- |
| -55 kg  | Dilshod Mansurov       | Ghenadie Tulbea  | Oleksandr Sacharuk   |
| -60 kg  | Arif Abdullayev        | Yandro Quintana  | Song Jae-myung       |
| -66 kg  | Irbek Farnijew         | Serafim Barzakow | Kazuhiko Ikematsu    |
| -74 kg  | Buwaissar Saitijew     | Murad Hajdarau   | Gennadi Lalijew      |
| -84 kg  | Saschid Saschidow      | Cael Sanderson   | Rewas Mindoraschwili |
| -96 kg  | Eldari Luka Kurtanidse | Alireza Heidari  | Krassimir Kotschew   |
| -120 kg | Artur Taymazov         | Kerry McCoy      | Alireza Rezaei       |

### Medaillenspiegel
| Rang | Land               | Gold | Silber | Bronze |
| ---- | ------------------ | ---- | ------ | ------ |
| 1    | Russland           | 3    | 0      | 0      |
| 2    | Usbekistan         | 2    | 0      | 0      |
| 3    | Georgien           | 1    | 0      | 1      |
| 4    | Aserbaidschan      | 1    | 0      | 0      |
| 5    | Vereinigte Staaten | 0    | 2      | 0      |
| 6    | Bulgarien          | 0    | 1      | 1      |
|      | Iran               | 0    | 1      | 1      |
| 8    | Kuba               | 0    | 1      | 0      |
|      | Moldau             | 0    | 1      | 0      |
|      | Belarus            | 0    | 1      | 0      |
| 11   | Japan              | 0    | 0      | 1      |
|      | Kasachstan         | 0    | 0      | 1      |
|      | Südkorea           | 0    | 1      | 1      |
|      | Ukraine            | 0    | 1      | 1      |

## Frauen
Die Wettkämpfe der Frauen fanden vom 12. bis zum 14. September 2003 in New York City statt. Die Vereinigten Staaten konnten in allen sieben Wettbewerben Athleten auf dem Podest feiern. Beste Deutsche waren Anita Schätzle als Fünfte in der Gewichtsklasse -72 kg, Stefanie Stüber mit dem 8. Platz in der Gewichtsklasse -59 kg, Stéphanie Groß als Neunte in der Gewichtsklasse -63 kg und Alexandra Engelhardt mit Rang 10 in der Gewichtsklasse -51 kg. Marina Gastl wurde als Sechste in der Gewichtsklasse -72 kg erfolgreichste Österreicherin. Beste Schweizerin wurde Nadine Tokar als Neuntplatzierte in der Gewichtsklasse -51 kg.

### Medaillengewinner
| Klasse | Gold            | Silber                 | Bronze              |
| ------ | --------------- | ---------------------- | ------------------- |
| -48 kg | Iryna Merleni   | Patricia Miranda       | Hui Li              |
| -51 kg | Chiharu Ichō    | Natalja Karamtschakowa | Jennifer Wong       |
| -55 kg | Saori Yoshida   | Tina George            | Natalja Golz        |
| -59 kg | Seiko Yamamoto  | Natalja Iwaschko       | Sally Roberts       |
| -63 kg | Kaori Ichō      | Sara McMann            | Viola Yanik         |
| -67 kg | Kristie Marano  | Ewelina Pruszko        | Swetlana Martynenko |
| -72 kg | Kyōko Hamaguchi | Toccara Montgomery     | Wang Xu             |

### Medaillenspiegel
| Rang | Land                | Gold | Silber | Bronze |
| ---- | ------------------- | ---- | ------ | ------ |
| 1    | Japan               | 5    | 0      | 0      |
| 2    | Vereinigte Staaten  | 1    | 4      | 2      |
| 3    | Ukraine             | 1    | 0      | 0      |
| 4    | Russland            | 0    | 2      | 2      |
| 5    | Polen               | 0    | 1      | 0      |
| 6    | Volksrepublik China | 0    | 0      | 3      |
| 7    | Kanada              | 0    | 0      | 1      |